# Хун фань
Хун фань (洪范 «Великий закон», «Великий план») — одна из глав конфуцианского канона «Шу цзин».
Пристальное внимание философов и комментаторов к этой главе связано с тем, что в ней изложены девять разделов (Хунь фань цзю чоу; 洪范九畴), которые устанавливают принципы государственного управления, правила отношений между людьми, систематизируют природные явления, определяют основы китайского мировоззрения. По мнению Цзян Шаньго 蒋善国 (1898—1986), популярность этого текста в эп. Хань затмила все остальные главы «Шу цзина» и сделала его олицетворением всего канона Шу.

Порядок разделов следующий:

「初一曰五行，次二曰敬用五事，次三曰農用八政，次四曰協用五紀，次五曰建用皇極，次六曰乂用三德，次七曰明用稽疑，次八曰念用庶徵，次九曰向用五福，威用六極。」
1. О пяти стихиях.
2. Почтительное использование пяти государственных дел (облик, речь, зрение, слух, мысль).
3. Неукоснительное исполнение восьми дел управления (продовольствие, товары, жертвоприношения, общественные работы, культ и просвещение, суд и наказания, правила приема гостей, военные дела).
4. Гармоничное использование пяти источников исчисления.
5. Созидание священного предела (о совершенстве правителя).
6. Упорядочивание трех добродетелей (умение делать вещи правильными и прямыми, умение быть твердым, умение быть мягким).
7. Разрешение сомнений.
8. О предзнаменованиях.
9. О стремлении к пяти видам счастья (долголетие, богатство, здоровье тела и спокойствие духа, любовь к целомудрию, спокойная кончина) и избегании шести крайностей (сокращенная бедствиями жизнь, болезнь, горе, нищета, уродство тела, слабость ума).

Согласно предисловию, содержание текста идёт от Юя Великого, который якобы получил 9 разделов Плана от верховного бога как достижение в результате ликвидации потопа. Предисловие, в свою очередь, вложено в уста Цзицзы 箕子, легендарного министра последнего правителя дин. Шан, который сообщает это сакральное знание чжоускому У-вану в ответ на запрос последнего. Таким образом, традиционно текст датируется не позднее 11 в. до н. э.

## Изучение
«Хун фань» вошел в книжный канон и стал объектом комментирования уже в эпоху Хань, однако многие из этих ранних комментариев утеряны. На его основе была развита теория Дун Чжуншу (ок. 179—104 гг. до н. э.) о резонансе между небом и человеком zh:天人感應.
Интерес со стороны императора Жэнь-цзуна династии Сун (правл. 1022-63) повлиял на возникновение второй волны литераторского интереса. Чжао Жутань 趙汝談 (ум.1237), учёный эп. Южная Сун, впервые высказал предположение, что аттрибуция текста Цзицзы — фикция.
Лю Цзе zh:劉節 (1901—1977) выступил с систематической критикой Плана, выдвинув аргументы в пользу его датировки поздним периодом Воюющих царств (3 в. до н. э.).
Новые дебаты в пользу ранней датировки Плана опираются на материалы надписи на сосуде Суй/бинь-гун сюй 遂/豳公盨 (интерпретаторы расходятся в трактовке первого иероглифа, давшего имя сосуду). Этот сосуд, известный академическому сообществу с 2002 года, относится к эп. Западная Чжоу. Надпись содержит упоминание Юя и мифа о потопе, а также некоторые выражения, в значительной мере напоминающие текст «Хун фаня» (в том числе понятие чоу 畴, в традиционных текстах редко используемое в абстрактном значении).

## Связь с диаграммойЛо шу

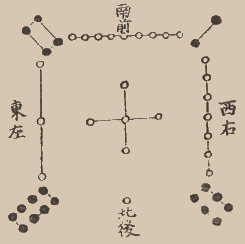
Изображение Ло Шу в книге эпохи Мин

Ранние комментарии отождествляют 9 разделов «Плана» с «письменами реки Ло», которые в источниках эпоху Сун трактуются как диаграмма, представляющая собой графическое изображение 9-компонентного магического квадрата.
В качестве аргумента за достоверность этого утверждения Ван Инлинь zh:王應麟 (1223—1296) приводит цитату из «Чжуан-цзы», лексика в которой перекликается с текстом «Хун фаня» (Чжуан-цзы, «Внешний» раздел, гл. Тянь юнь 天運: 天有六極五常，帝王順之則治，逆之則凶。九洛之事，治成德備，監照下土，天下戴之，此謂上皇): «девять ши 事 (сфер деятельности) Ло» 九洛之事 в ней расположены между упоминаниями «шести пределов» 六極 (ХФ, разд.9) и «верховной власти монарха» 上皇 (ХФ, разд.5).
Против безоговорочности такого отождествления выступил Цзян Юн zh:江永 (1681—1762) в трактате «Цюнь цзин пу и» 群經補義.